# Miss Teenager
Miss Teenager è un concorso di bellezza italiano rivolto alle ragazze che hanno meno di 20 anni.
Il concorso, a cadenza annuale, si svolge dal 1966 e ha contribuito a lanciare la carriera di numerosi personaggi dello spettacolo italiano come le attrici Gloria Guida, Isabella Ferrari, Claudia Gerini, Serena Autieri e Laura Chiatti, o le presentatrici televisive Milly Carlucci, Gabriella Golia e Simona Ventura.
Il concorso si era interrotto nel 2009 a causa della morte del suo ideatore Nunzio Lusso. Nel 2016 i diritti della competizione furono acquistati da Stefano Stefanelli che cambiò la denominazione della competizione in Miss Teenager Original.

## Vincitrici

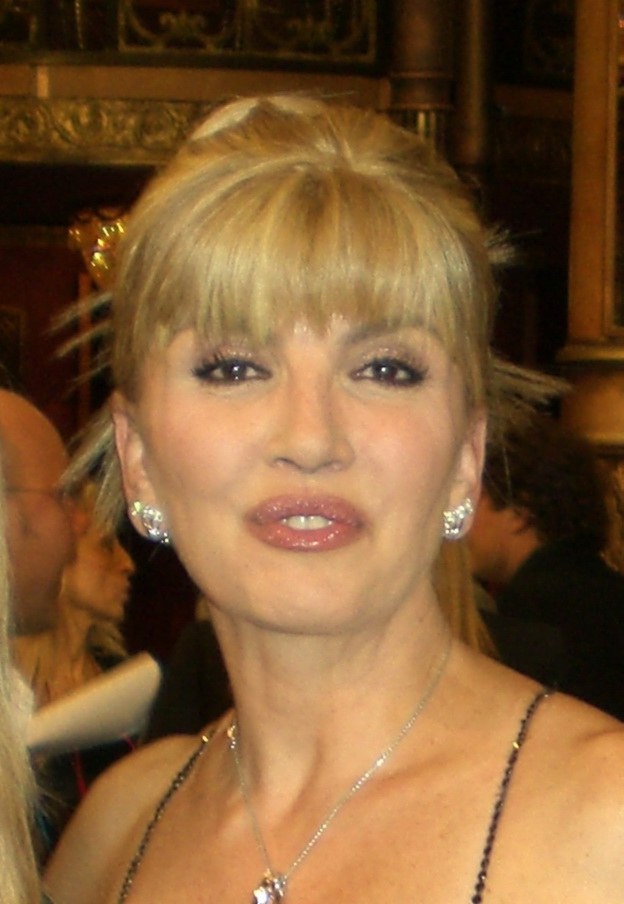
Milly Carlucci, Miss Teenager 1972.

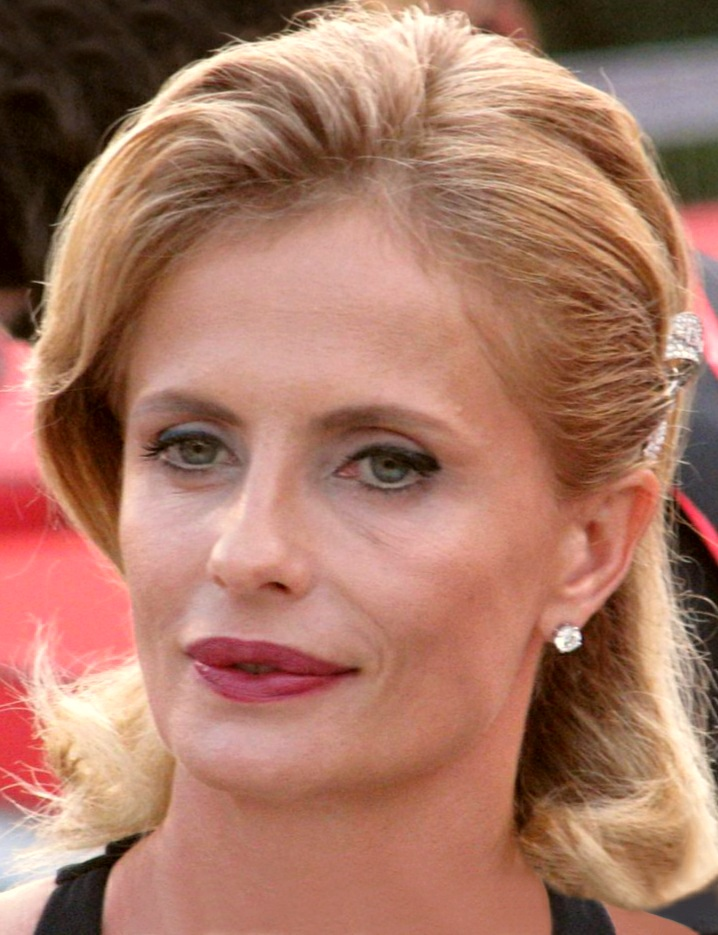
Isabella Ferrari, Miss Teenager 1979.

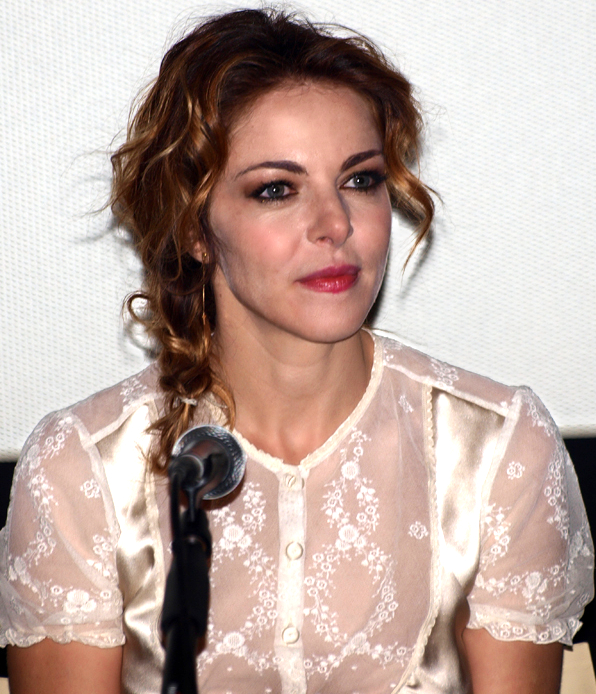
Claudia Gerini, Miss Teenager 1985.

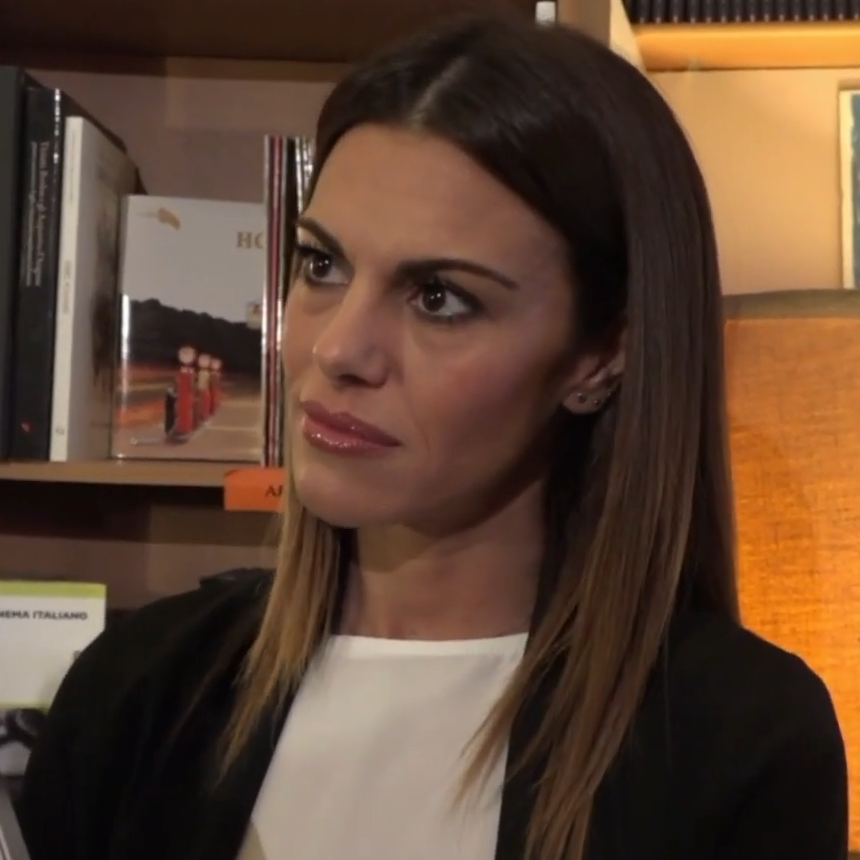
Bianca Guaccero, Miss Teenager 1995.

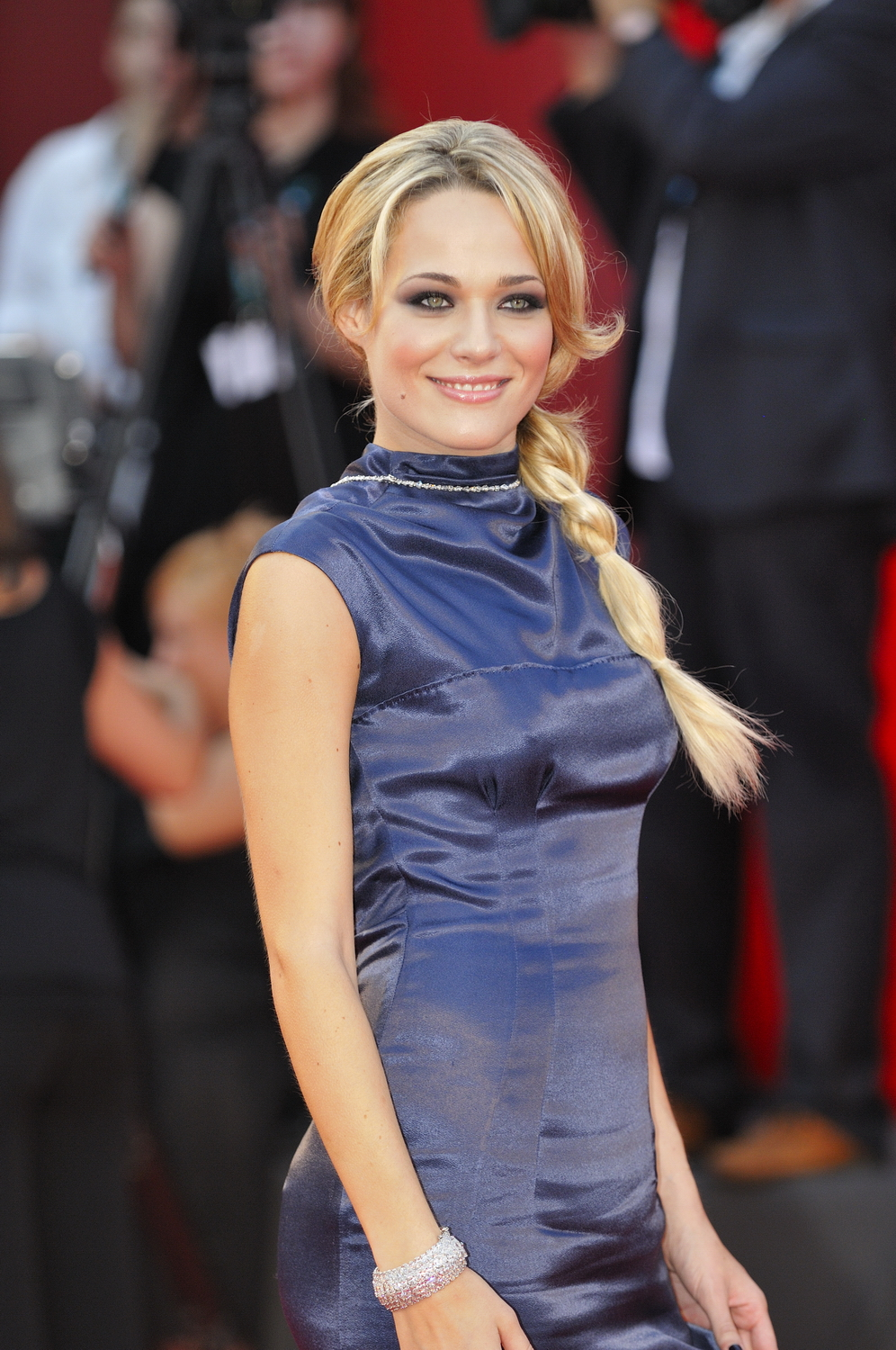
Laura Chiatti, Miss Teenager 1996.

| Anno                   | Vincitrice            | Età     |
| ---------------------- | --------------------- | ------- |
| Miss Teenager          |                       |         |
| 1966                   | Ewa Aulin             | 16 anni |
| 1967                   | Silvia Dionisio       | 16 anni |
| 1968                   | Mita Medici           | 18 anni |
| 1969                   | Gloria Piedimonte     | 14 anni |
| 1970                   | Sofia Dionisio        | 17 anni |
| 1971                   | Gloria Guida          | 16 anni |
| 1972                   | Milly Carlucci        | 18 anni |
| 1973                   | Claudia Marsani       | 14 anni |
| 1974                   | Elisabetta Virgili    | 14 anni |
| 1975                   | Gabriella Golia       | 16 anni |
| 1976                   | Barbara De Rossi      | 16 anni |
| 1977                   | Fabiana Udenio        | 13 anni |
| 1978                   | Milly D'Abbraccio     | 14 anni |
| 1979                   | Isabella Ferrari      | 15 anni |
| 1980                   | Jo Chiarello          | 17 anni |
| 1981                   | Laura Bitto           | ?       |
| 1982                   | Ombretta Piccioli     | 13 anni |
| 1983                   | Paola Sartori         | ?       |
| 1984                   | Kim Sweeney           | 15 anni |
| 1985                   | Claudia Gerini        | 13 anni |
| 1986                   | Simonetta Epifani     | 17 anni |
| 1987                   | Barbara Lelli         | 14 anni |
| 1988                   | Monia Arizzi          | 17 anni |
| 1989                   | Barbara Cappelli      | ?       |
| 1990                   | Cinzia Roccaforte     | 15 anni |
| 1991                   | Erma Ilieva           | ?       |
| 1992                   | Daria Fogarolo        | ?       |
| 1993                   | Giada Tosolini        | 15 anni |
| 1994                   | Maria Albertacci      | 14 anni |
| 1995                   | Bianca Guaccero       | 14 anni |
| 1996                   | Laura Chiatti         | 14 anni |
| 1997                   | Joanna Pydich         | ?       |
| 1998                   | Valentina Nanni       | ?       |
| 1999                   | Rubina Antonelli      | ?       |
| 2000                   | Veronica Maccarrone   | 17 anni |
| 2001                   | Maddalena Nullo       | 15 anni |
| 2002                   | Perla Francalanci     | 19 anni |
| 2003                   | Giulia Geremia        | 15 anni |
| 2004                   | Lucrezia Camporeggi   | 14 anni |
| 2005                   | Gessica Notaro        | 15 anni |
| 2006                   | Martina Tinozzi       | 16 anni |
| 2007                   | Roberta Buonandi      | 17 anni |
| 2008                   | Martina Perrucci      | 16 anni |
| 2009                   | Arianna Longobardi    | 14 anni |
| Miss Teenager Original |                       |         |
| 2018                   | Roxana Chirita        | 14 anni |
| 2019                   | Magdalena Rosa        | 15 anni |
| 2020                   | Serena Tumbarello     | 14 anni |
| 2021                   | Angelica Falchi       | 17 anni |
| 2022                   | Alessandra Balestrini | 17 anni |
| 2023                   | Ludovica Pieraccioni  | 17 anni |